# Michaił Sadowski
Michaił Michajłowicz Sadowski (ros. Михаи́л Миха́йлович Садо́вский; ur. 1909, zm. 1977) – radziecki aktor filmowy i teatralny, Zasłużony Artysta RFSRR.

## Wybrana filmografia
- 1941: Maskarada[1]